# Автошлях Т 0424
Автошля́х Т 0424 — автомобільний шлях територіального значення у Дніпропетровській та Харківській областях. Пролягає територією Лозівського та Синельниківського районів через Веселе — Олександропіль — Петропавлівку — перетин із автошляхом М30E50. Загальна довжина — 23,1 км.

## Маршрут
Автошлях проходить через такі населені пункти:
| Автошлях Т 0424          |                  |
| Харківська область       |                  |
| Лозівський район         |                  |
| Веселе                   |                  |
| Дніпропетровська область |                  |
| Синельниківський район   |                  |
| Олександропіль           |                  |
| Лугове                   |                  |
| Самарське                |                  |
| Петропавлівка            |                  |
|                          | перетин з М04E50 |